# Frank Rock (Heard)
Der Frank Rock ist ein erodierter vulkanischer Felsen mit Aschesedimenten auf der Insel Heard im südlichen Indischen Ozean. Er ragt zwischen dem Rogers Head und dem Corinth Head auf der Azorella-Halbinsel auf.
Namensgeber des Felsens ist der Schoner Franklin, der 1859 vor Heard sank.